# Carmine Coppola
Carmine Valentino Coppola (New York, 11 juni 1910 – Northridge (Californië), 26 april 1991) was een Amerikaans componist, dirigent, fluitist, pianist en songwriter die originele muziek leverde voor de films The Godfather, The Godfather Part II, Apocalypse Now, The Black Stallion, The Outsiders en The Godfather Part III. Voor The Godfather Part II won hij samen met Nino Rota de Oscar voor beste originele dramatische muziek.

## Biografie
Coppola was van Italiaanse afkomst en de vader van filmregisseur Francis Ford Coppola en actrice Talia Shire en grootvader van acteur Nicolas Cage, producent Roman Coppola, filmregisseuse Sofia Coppola en acteur Jason Schwartzman.
Coppola speelde fluit. Hij studeerde aan de Juilliard School en aan de Manhattan School of Music. In de jaren 40 werkte Coppola onder Arturo Toscanini bij het NBC Symphony Orchestra. In 1951 verliet Coppola het orkest om zijn droom na te jagen, muziek componeren. In die tijd werkte hij voornamelijk als dirigent op Broadway en werkte hij samen met zijn zoon Francis.
Hij leverde een bijdrage aan de muziek die werd gespeeld in de bruiloftsscène in The Godfather (1972) van zijn zoon Francis. Later vroeg zijn zoon hem om aanvullende muziek te componeren voor de muziek van The Godfather Part II (1974).
Coppola overleed in 1991 op 80-jarige leeftijd in Northridge, Californië. Volgens Francis kreeg zijn vader een beroerte op de avond van de Oscaruitreiking, vanwege de schok dat hij geen prijs had gewonnen voor beste originele nummer.

## Filmografie
| Jaar | Titel                             | Opmerkingen                                                    |
| ---- | --------------------------------- | -------------------------------------------------------------- |
| 1962 | Battle Beyond the Sun             | Engelstalige herbewerking van Nebo Zovyot uit 1959             |
| 1962 | Tonight for Sure                  |                                                                |
| 1969 | The Rain People                   | muziekmedewerker                                               |
| 1972 | The People                        | televisiefilm                                                  |
| 1972 | The Godfather                     | aanvullende muziek (de bruiloftsscène)                         |
| 1974 | The Godfather Part II             | aanvullende muziek                                             |
| 1977 | Mustang: The House That Joe Built | documentaire                                                   |
| 1979 | Apocalypse Now                    | met Francis Ford Coppola                                       |
| 1979 | The Black Stallion                |                                                                |
| 1981 | Napoléon                          | herbewerking van de film uit 1927 onder supervisie van Coppola |
| 1983 | The Outsiders                     |                                                                |
| 1987 | Gardens of Stone                  |                                                                |
| 1988 | Tucker: The Man and His Dream     | aanvullende muziek                                             |
| 1989 | New York Stories                  | segment "Life Without Zoe"                                     |
| 1989 | Blood Red                         |                                                                |
| 1990 | The Godfather Part III            |                                                                |

## Prijzen en nominaties

### Academy Awards (Oscars)
| Jaar | Titel                  | Categorie                                          | Uitslag     |
| ---- | ---------------------- | -------------------------------------------------- | ----------- |
| 1975 | The Godfather Part II  | Beste dramatische filmmuziek                       | Gewonnen    |
| 1991 | The Godfather Part III | Beste filmsong (voor "Promise Me You'll Remember") | Genomineerd |

### BAFTA Awards
| Jaar | Titel          | Categorie        | Uitslag     |
| ---- | -------------- | ---------------- | ----------- |
| 1980 | Apocalypse Now | Beste filmmuziek | Genomineerd |

### Golden Globe Awards
| Jaar | Titel                  | Categorie                                          | Uitslag     |
| ---- | ---------------------- | -------------------------------------------------- | ----------- |
| 1980 | Apocalypse Now         | Beste filmmuziek                                   | Gewonnen    |
| 1980 | The Black Stallion     | Beste filmmuziek                                   | Genomineerd |
| 1991 | The Godfather Part III | Beste filmmuziek                                   | Genomineerd |
| 1991 | The Godfather Part III | Beste filmsong (voor "Promise Me You'll Remember") | Genomineerd |

### Grammy Awards
| Jaar | Titel          | Categorie                                                                     | Uitslag     |
| ---- | -------------- | ----------------------------------------------------------------------------- | ----------- |
| 1980 | Apocalypse Now | Beste album met originele muziek geschreven voor een film of televisiespecial | Genomineerd |